# サシャ・レヴァンドフスキ
サシャ・レヴァンドフスキ（Sascha Lewandowski、 1971年10月5日 - 2016年6月8日）は、ドイツ・ドルトムント出身のサッカー指導者。

## 経歴
レヴァンドフスキは選手時代はドイツのVfRゼルデやTSCアイントラハト・ドルトムントなどアマチュアクラブでプレー。自身も認めるとおり選手時代での特筆すべき実績は持っていない。
引退後はアンダー世代の育成指導を中心にキャリアをスタートさせると、VfLボーフムのU-19を率いた2004年、2005年に2年連続でU-19ドイツ選手権決勝リーグ進出を果たしたことで選手の育成能力に秀でているとの評価を受けるようになる。ブンデスリーガ2012-2013シーズンではレバークーゼンにおいてサミ・ヒーピアとの二頭体制を実現させ、チームをUEFAヨーロッパリーグ出場権が得られる5位に導いた。2013-2014シーズンはユースチームの指導者に復帰していたが、2014年4月5日、成績不振を理由に解任されたヒーピアの後任としてシーズン終了まで暫定的に務めることになった。
2015-2016シーズンは、ドイツ2部の1.FCウニオン・ベルリンの監督を務めていたが、2016年3月に燃え尽き症候群の診断により退任。6月、ボーフムの自宅のアパートで息のない状態で発見された。